# M5-Wagen
Als M5-Wagen werden Reisezugwagen der NMBS/SNCB bezeichnet, die zwischen 1984 und 1987 hergestellt wurden. Es existieren drei Varianten der M5-Wagen: M5 A bezeichnet Wagen erster Klasse, M5 B Wagen zweiter Klasse und M5 BDx die Steuerwagen, die ebenfalls die zweite Wagenklasse führen und zusätzlich über ein Mehrzweckabteil verfügen.

## Geschichte
Um der hohen Auslastung auf wichtigen Linien zur Hauptverkehrszeit gerecht zu werden und dabei die bisherige Zuglänge beizubehalten, wurden die Doppelstockwagen des Typs M5 geordert und zwischen 1986 und 1987 ausgeliefert. Von Beginn an war der Einsatz in Wendezügen möglich. Die M5-Wagen werden hauptsächlich in Kombination mit Lokomotiven der Reihe 21 und der Reihe 27 eingesetzt; in der Vergangenheit wurden jedoch auch Umläufe mit Lokomotiven der Reihe 15 und der Reihe 20 gefahren, obwohl diese Lokomotiven nicht über eine Wendezugsteuerung verfügten.
Bei den Fahrgästen waren die M5-Wagen aufgrund ihres geringen Komforts unbeliebt. Zwischen 2008 und 2011 fand daher bei Bombardier eine Modernisierung statt. Hierbei wurde die Farbgebung der Wagen dem aktuellen Design der NMBS/SNCB angepasst, eine Klimaanlage, automatische Türen und neue Fenster eingebaut und die Beleuchtung im Innenraum ausgetauscht. Ebenfalls wurden die Sitzbänke entfernt und durch Einzelbestuhlung ersetzt, wobei nun im Oberdeck sowohl in der ersten wie in der zweiten Wagenklasse eine 2+1-Bestuhlung vorliegt.

## Bilder

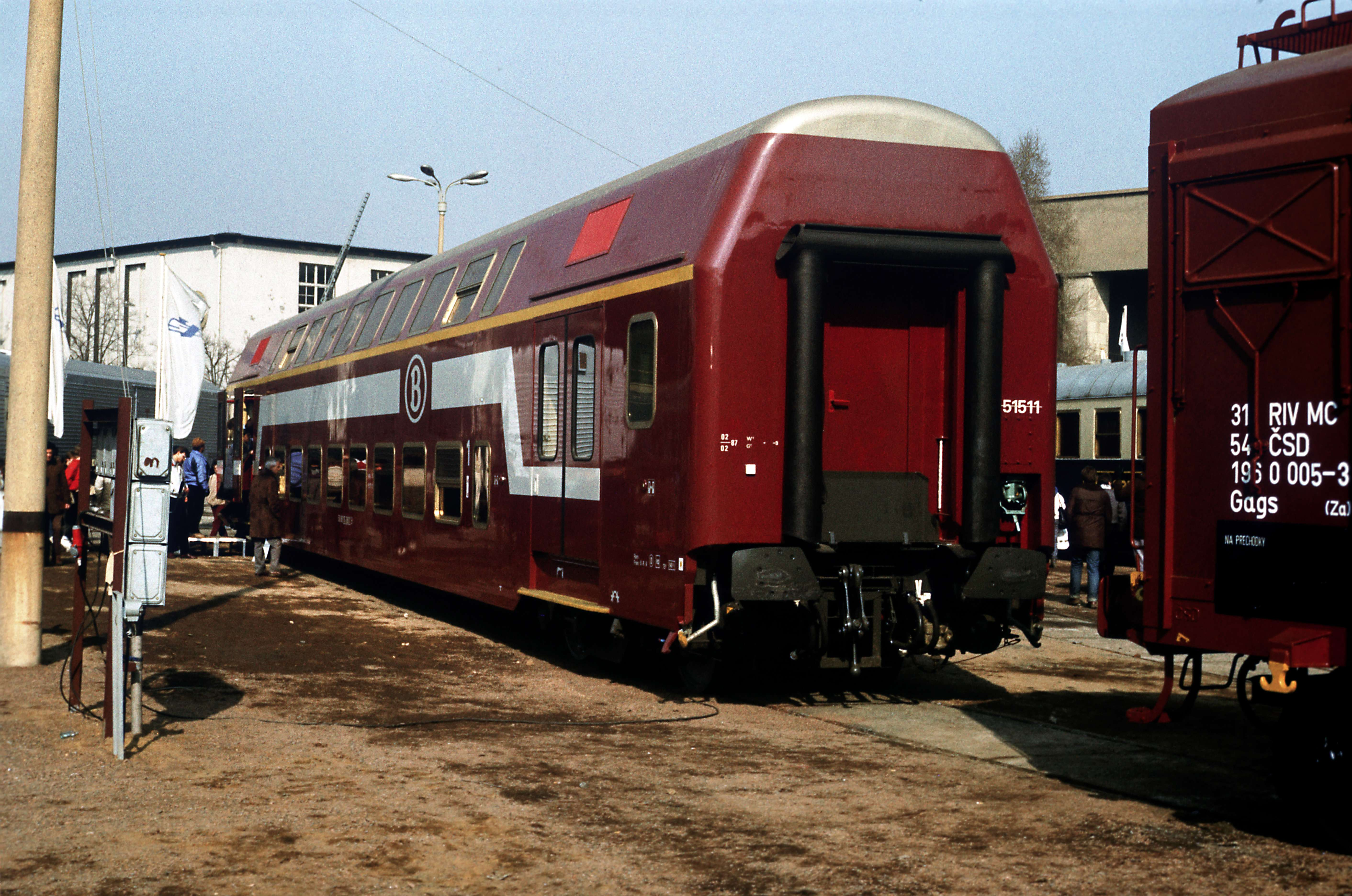
Wagen erster Klasse auf der Leipziger Frühjahrsmesse 1987
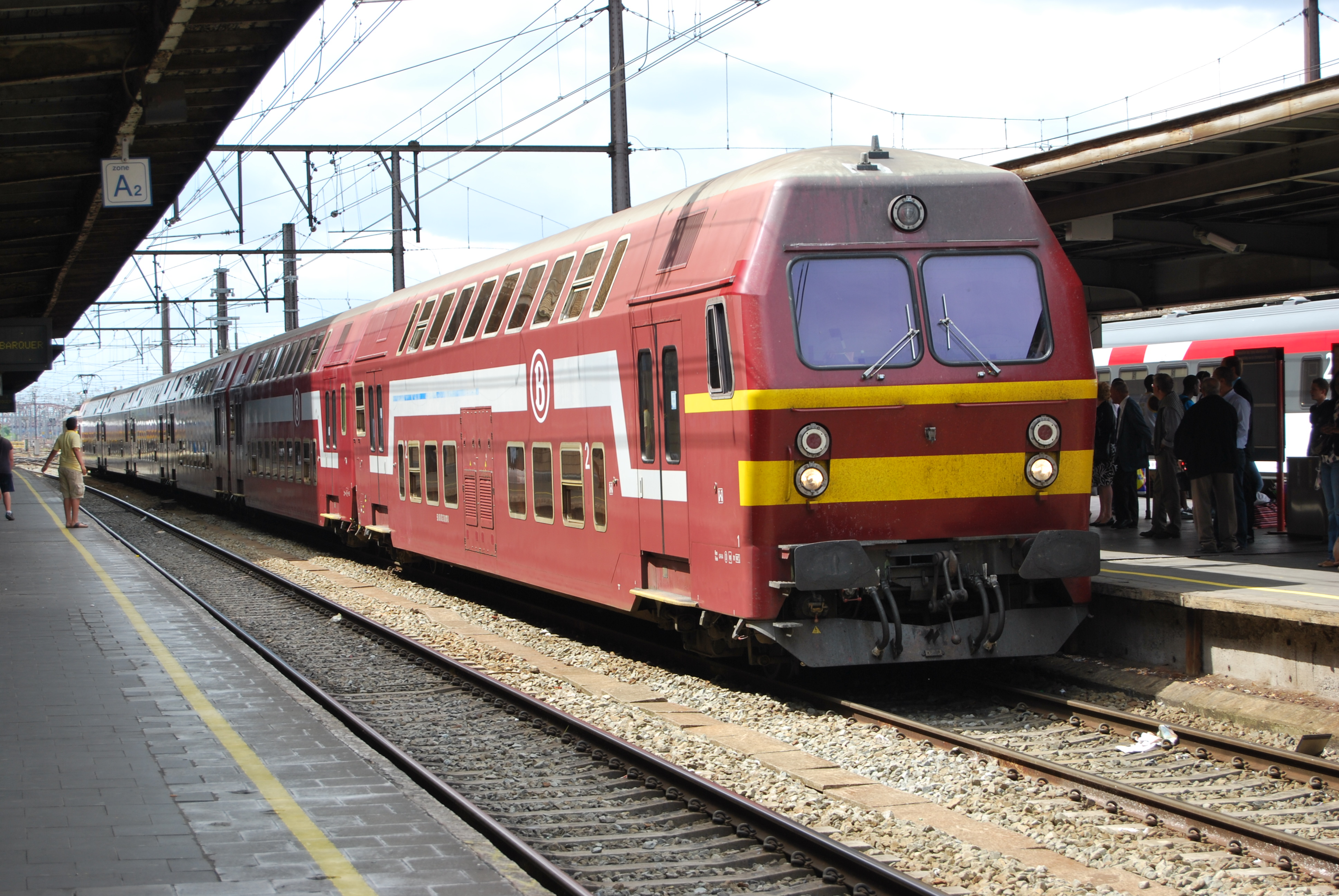
Steuerwagen in der ursprünglichen Farbgebung
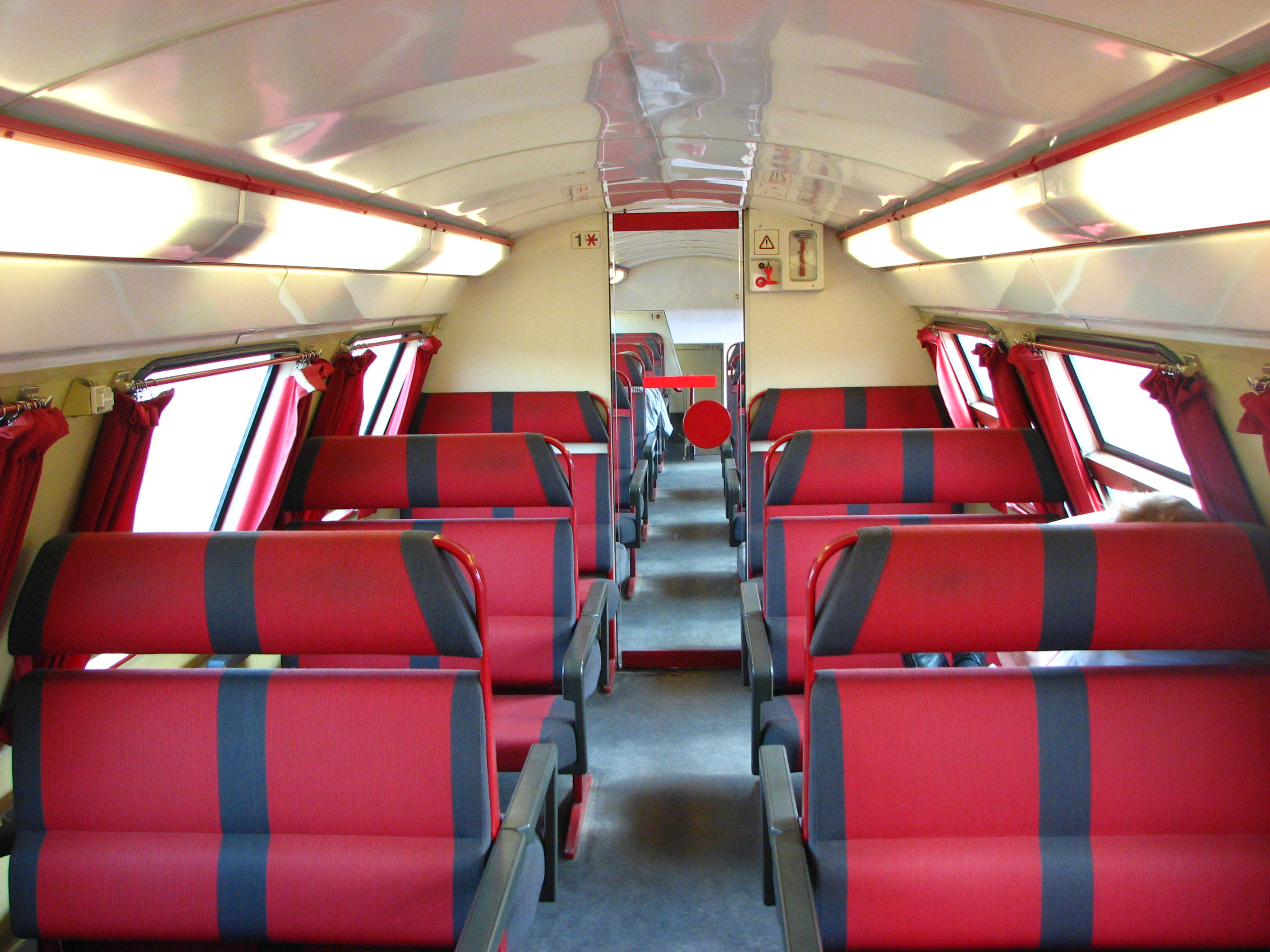
Innenraum in der ersten Wagenklasse vor der Modernisierung
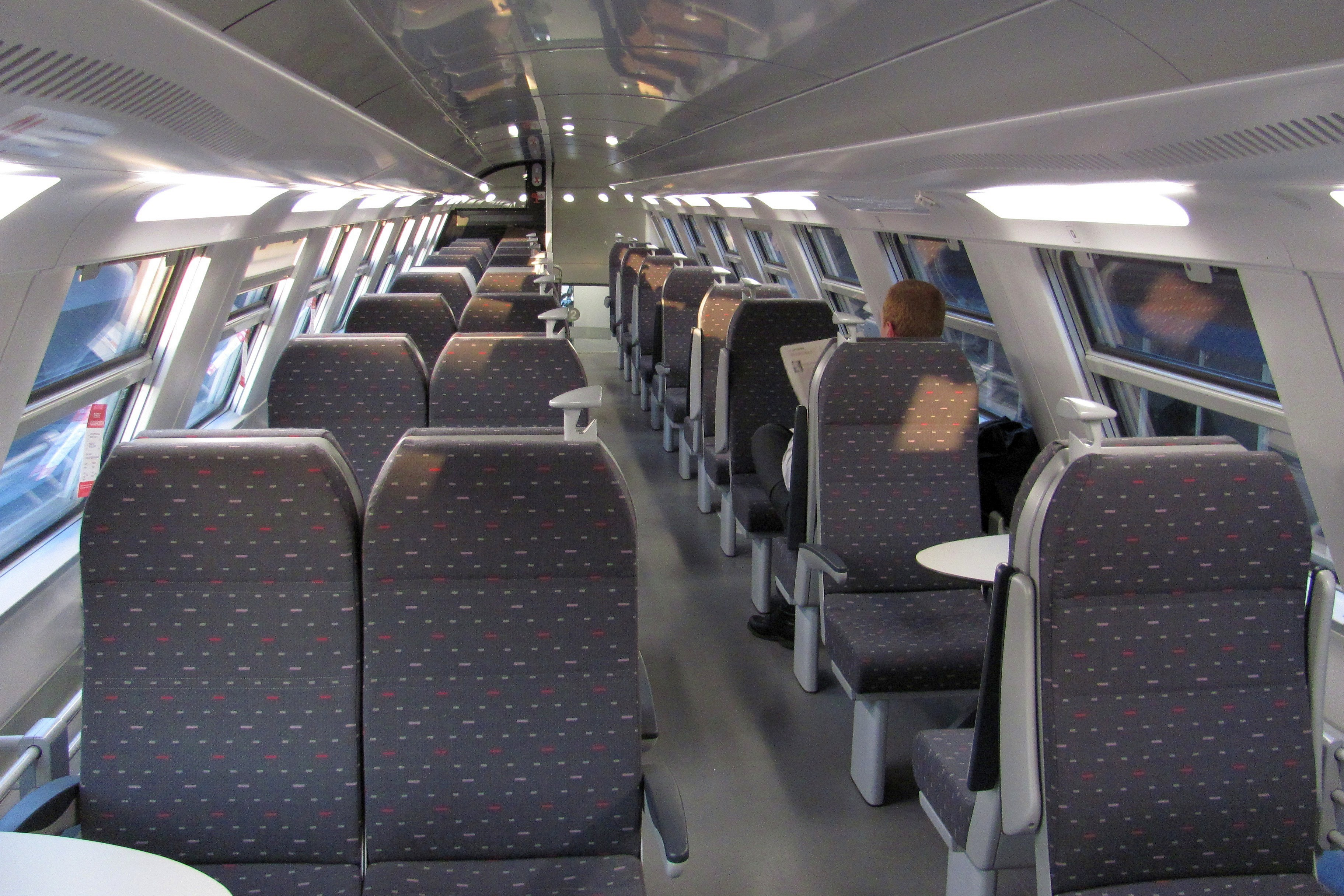
Innenraum in der zweiten Wagenklasse nach der Modernisierung